# Oberleppe
Oberleppe ist ein Ort in der Gemeinde Lindlar, Oberbergischen Kreis im Regierungsbezirk Köln in Nordrhein-Westfalen (Deutschland).

## Lage und Beschreibung
Der Industriestandort liegt im Nordosten der Gemeinde Lindlar im Tal der Leppe. In der Nachbarschaft liegen die Orte Dassiefen, Karlsthal, Kaiserau, sowie die zu Gummersbach gehörenden Orte Berghausen und Würden.

## Geschichte
Auf dem Gebiet von Oberleppe hat es zwei Mühlenstandorte gegeben. Die in der Preußischen Uraufnahme von 1840 mit „Stellershammer“ bezeichnete Mühle wurde bereits 1755 erwähnt und war bis 1953 im Betrieb. 1973 erfolgte eine Reaktivierung der Anlage, dann nochmals in den Jahren 2012/2013. Von 1927 bis 1979 lautete die Bezeichnung dieses Hammers „Wahlscheidshammer“. 1990 sind Mühlensymbol und der Teich aus den topografischen Karten verschwunden.
Die zweite Anlage, in der Preußischen Uraufnahme von 1840 mit „Müllershammer“ bezeichnet, wird schon 1803 in der „Rummel-Karte“ vermerkt. Darauf trägt er den Namen „Alte Hammer“. Bis 1979 zeigen die topografischen Karten Mühlensymbol und Mühlenteich der Anlage. Das Gebäude des Müllershammer befindet sich heute im Bergischen Freilichtmuseum Lindlar.
Durch den Ort verliefen von 1897 bis 1950 die Bahngleise der Leppetalbahn.